# Vehbi Akdağ
Vehbi Akdağ (ur. 1 stycznia 1949 w Tokacie, zm. 23 czerwca 2020 tamże) – turecki zapaśnik. Srebrny medalista olimpijski z Monachium.
Walczył w stylu wolnym, w kategorii wagowej do 62 kg. Startował również na igrzyskach w Meksyku w oraz w Montrealu. Zdobył brązowy medal mistrzostw świata z 1974 roku oraz brązowy medal mistrzostw Europy z 1973. Szósty na igrzyskach śródziemnomorskich w 1975 roku.